# Оссолинский, Ян Онуфрий
Ян Онуфрий Оссолинский (1760—1812) — польский государственный деятель, староста дрохичинский (1776), посол (депутат) Четырехлетнего сейма в 1790 году.

## Биография
Представитель польского магнатского рода Оссолинских герба «Топор». Младший сын мечника великого литовского Александра Мацея Оссолинского (1725—1804) от второго брака французской аристократкой Бенедиктой Антониной де Левендаль (1735—1778).
Получил хорошее образование, учился в варшавском Collegium Nobilium, затем путешествовал по странам Западной Европы. В 1776 году получил во владение староство дрохичинское. В 1782 году был избран послом на сейм. В 1786 году стал кавалером Ордена Святого Станислава. В 1790 году был избран послом от Дрохичинской земли на Четырёхлетний сейм, где был одним из сторонником реформирования Речи Посполитой. Участвовал в разработке новой польской конституции 3 мая 1791 года.
Когда в 1792 года в результате пожара сгорел костёл в Мокободах, Ян Онуфрий Оссолинский с разрешения короля начал строительство в Варшаве Храма Провидения Божия.
В 1794 году Ян Онуфрий Оссолинский принял участие в польском восстании под руководством Тадеуша Костюшко, выставив за свой счет несколько батальонов в повстанческую армию. После подавления восстания его имущество было конфисковано, а сам он вынужден был скрываться. В 1806 году присоединился к сторонникам Наполеона в Польше, затем участвовал в политической жизни Герцогства Варшавского.
Был дважды женат. Его первой женой стала Марианна Залеская, от брака с которой детей не имел. Вторично женился на Флорентине Дембовской, от брака с которой имел двух сыновей и двух дочерей:
- Людвика, польская писательница и поэтесса
- Каетан
- Станислав
- Юлия